# Västra Dulpan
Västra Dulpan är en sjö i Arvika kommun i Värmland och ingår i Göta älvs huvudavrinningsområde. Västra Dulpan ligger i Byamossarna Natura 2000-område.